# Teatro della Pergola

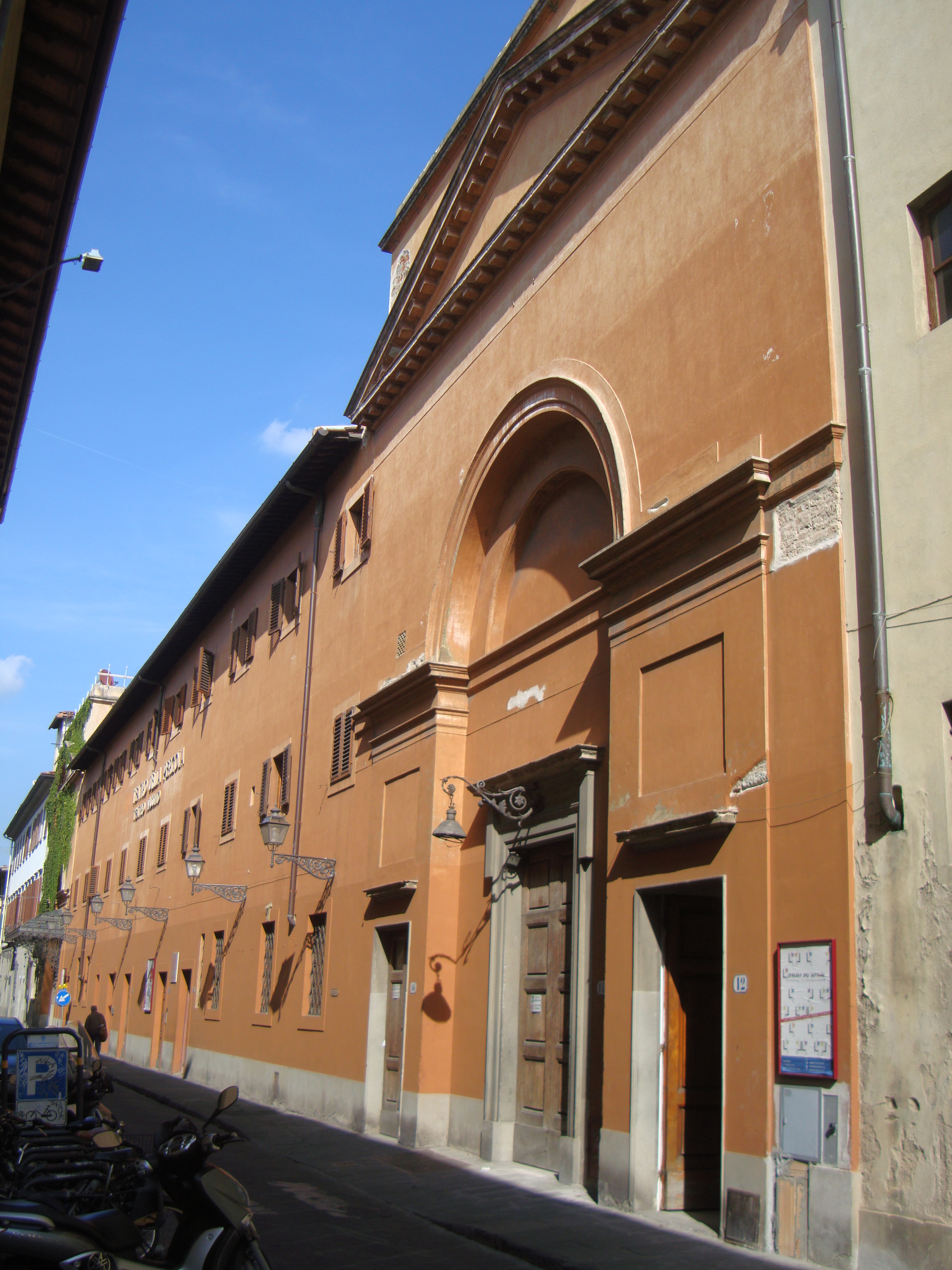
Exterior do Teatro della Pergola

O Teatro della Pergola (em italiano: [teˈaːtro della ˈpɛrɡola]), às vezes conhecido apenas como La Pergola, é uma casa de ópera histórica em Florença, Itália. Está localizado no centro da cidade, na Via della Pergola, da qual o teatro leva o nome. Foi construído em 1656 sob o patrocínio do cardeal Giancarlo de' Medici com projetos do arquiteto Ferdinando Tacca, filho do escultor Pietro Tacca; sua produção inaugural foi a ópera buffa, Il potestà di Colognole de Jacopo Melani.  A casa de ópera, a primeira a ser construída com camadas sobrepostas de camarotes em vez de assentos semicirculares à moda romana é considerada a mais antiga da Itália, tendo ocupado o mesmo local por mais de 350 anos.

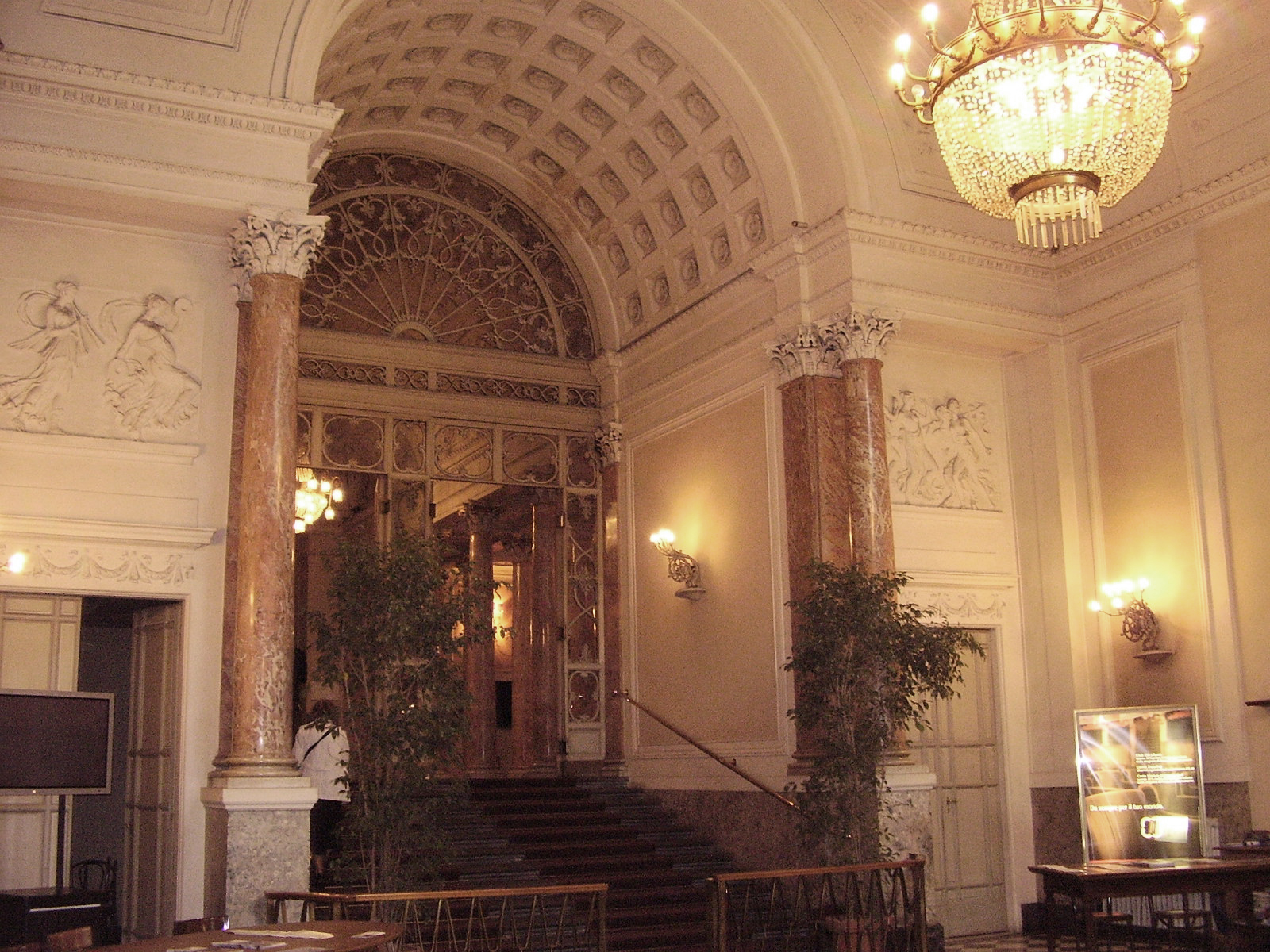
Foyer de entrada do teatro,redecorado em 1855-57

Possui dois auditórios, a Sala Grande, com 1 500 lugares, e o Saloncino, um antigo salão de baile localizado no andar de cima que é usado como sala de recitais desde 1804 e que acomoda 400 pessoas.
Os trabalhos de conclusão do interior foram concluídos em 1661, a tempo da celebração do casamento do futuro grão-duque Cosimo III de Médici, com o espetáculo da corte Ercole in Tebe de Giovanni Antonio Boretti. Principalmente um teatro da corte usado pelos grão-duques da Toscana, foi somente depois de 1718 que foi aberto ao público. Neste teatro, as grandes óperas de Mozart foram ouvidas pela primeira vez na Itália, e Parisina e Rosmonda d'Inghilterra de Donizetti, Macbeth de Verdi (1847) e I Rantzau de Mascagni receberam suas produções de estreia.

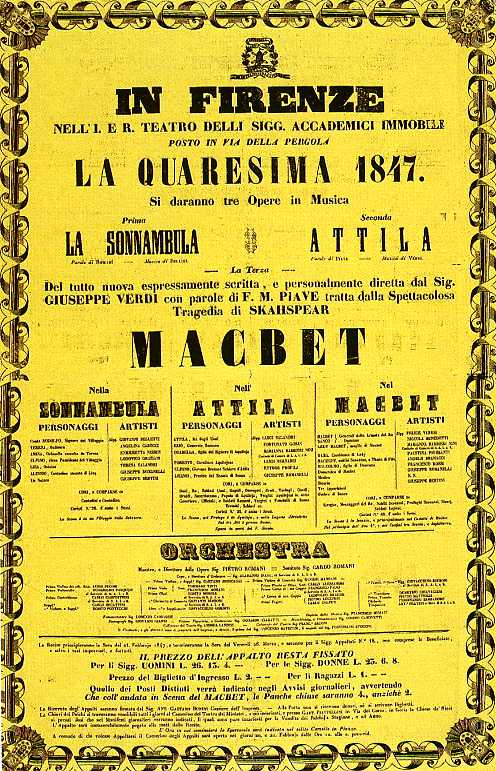
Cartaz para a estreia de Macbeth de Verdi

No século XIX, La Pergola apresentava óperas dos compositores mais conhecidos da época, incluindo Vincenzo Bellini, Gaetano Donizetti e Giuseppe Verdi. Macbeth de Verdi teve sua estreia em La Pergola em 1847.
A aparência atual de La Pergola data de uma remodelação de 1855-57; Tem o tradicional auditório em forma de ferradura com três anéis de caixas e encimado por uma galeria. Tem capacidade para 1 000 pessoas. Foi declarado monumento nacional em 1925 e foi restaurado pelo menos duas vezes desde então.
Hoje, o teatro apresenta uma ampla gama de cerca de 250 apresentações dramáticas a cada ano, variando de Molière a Neil Simon. A ópera só é apresentada lá durante o Maggio Musicale Fiorentino anual.
Tommaso Sacchi é o presidente da Fondazione Teatro della Toscana - Teatro della Pergola.